# Pipistrel Panthera
Pipistrel Panthera je lahko, ekonomično štirisedežno enomotorno športno letalo slovenskega proizvajlca Pipistrel. 
Letalo je zgrajeno iz lahkih kompozitnih materialov.
Letalo bo imelo potovalno hitrost 375 km/h, doseg 1850 kilometrov in porabo goriva 37 litrov na uro (10 Amerških galon), kar je precej manj kot podobna letala konkurence. 
Na voljo bo tudi 145 kW hibridna verzija in povsem električna verzija z 145 kW motorjem, vendar bosta imeli obe verziji samo dva sedeža, ostal prostor bo porabila baterija oz. električni sistem. 
Letalo bo sprva ponujeno v kit verziji za amaterske konstruktorje. 

## Posebnosti
Letalo bo imelo reševalno padalo, ki bo delovalo tudi pri visokih hitrostih in nizkih višinah. Panthera bo v celoti izdelan in kompozitnih materialov kot so ogljikova vlakna, steklena vlakna in kevlarja. Podvozje bo iz titana in aluminijevih zlitin. .
Električna verzija bo izdelana na podlagi izkušenj iz letala Taurus Electro.
Krstni let je bil 4. Aprila 2013 dolg 54 minut.  

## Tehnične specifikacije
Generalne karakteristike:
- število sedežev: 4
- Dolžina: 26 ft 6 in (8.07 m)
- Razpon krila: 35 ft 8 in (10.86 m)
- Višina: 6 ft 3 in (1.90 m)
- Površina kril: 117 sq ft (10.9 m2)
- Maks. vzletna teža: 2,646 lb (1,200 kg)
- Motor:  1 × Lycoming IO-390 Piston, 210 hp (160 kW). Različice bodo lahko hibridne ali pa samo električni pogon po 145 kW (194 hp)

Sposobnosti:
- Neprekoračljiva hitrost: 253 mph; 220 kn (407 km/h)
- Potovalna hitrost:  232 mph; 202 kn (374 km/h)
- Hitrost izgube vzgona: 68 mph; 59 kn (109 km/h)
- Dolet: 1,181 mi; 1,026 nmi (1,900 km) , Hibrid 758 mi; 659 nmi (1,220 km) , Elekrtična verzija 249 mi; 216 nmi (400 km)
- Največja višina: 20,013 ft (6,100 m) ; za hibridno in električno različico 13,123 ft (4,000 m).
- Hitrost vzpenjanja: 1,200 ft/min (6.1 m/s)

Vir